# زمان‌سنجی شناختی
زمان‌سنجی شناختی به اندازه‌گیری قاعده‌مند زمان پاسخ‌دهی، به عنوان وسیلهٔ روشن کردن وابستگی‌ها یا عملیات‌های ذهنی و روانی، اشاره دارد.
آزمون وابستگی ضمنی یا IAT وTimed Antagonistic Response Alethiometer یا TARA دو ابزار اندازه‌گیری وابسته به زمان سنجی شناختی هستند.